# Giovanni Korompay
Giovanni Korompay (Venezia, 26 aprile 1904 – Rovereto, 21 marzo 1988) è stato un pittore italiano.
Dopo essere stato allievo di Ettore Tito all'Accademia di belle arti di Venezia, nel 1922 aderì al Futurismo creando lavori di puri ritmi astratti (vedi "Rumore di locomotiva", 1922). Nel dopoguerra tentò, insieme a pochi altri, di riorganizzare il movimento futurista organizzando la "Mostra internazionale della pittura e della scultura futurista" che si tenne a Bologna nel 1951.
Korompay fu anche scultore: fra gli altri, è suo il monumento in bronzo e vetro posto nel 1966 dinanzi alla scuola Corrado Govoni di Ferrara, città in cui ha abitato per anni con la moglie Magda Falchetto, pittrice. 
Ha collaborato al Corriere Padano di Ferrara, successivamente è stato giornalista professionista a Il Resto del Carlino di Bologna. A testimonianza del suo successo artistico, le sue opere sono presenti in numerose collezioni pubbliche e private della Regione.

## Opere nelle collezioni
- Atmosfere di Capri (Le case), 1933, Museo d'arte moderna e contemporanea Filippo de Pisis, Ferrara
- Carro armato, 1934, MART, Rovereto
- Senza titolo, 1952, MART, Rovereto
- Costruzione di ponti, 1954, Galleria d'arte moderna e contemporanea Villa Franceschi, Riccione
- Composizione, 1957, MAMbo, Bologna
- Luci nell'officina, 1962, Galleria d'arte moderna e contemporanea Villa Franceschi, Riccione
- Chiaro di luna, 1963, Casa museo Remo Brindisi, Lido di Spina
- Malinconia, 1967, MAMbo, Bologna
- Architettura, 1968, Galleria d'arte contemporanea "Vero Stoppioni", Santa Sofia
- Composizione astratta a bande verticali, 1978, Museo arte Gallarate, Gallarate
- Composizione astratta con linea verticale rossa, 1978, Museo arte Gallarate, Gallarate
- Composizione astratta con cerchio rosso, 1978, Museo arte Gallarate, Gallarate
- Cave di marmo, Palazzo Becchi-Magnani, Reggio Emilia
- Astratto con tre linee verticali, Fondazione Cassamarca, Treviso
- Atmosfera mediterranea, Ca' Pesaro, Venezia
- Cantiere navale, Ca' Pesaro, Venezia